# ポルチシの唖娘
『ポルチシの唖娘』（ポルチシのおしむすめ、英語: The Dumb Girl of Portici）は、1916年製作・公開、ユニバーサル・フィルム・マニュファクチュアリング・カンパニー製作・配給によるアメリカ合衆国のサイレント映画である。アンナ・パヴロワが主演し、ユニバーサル特作として製作されたことで知られる。

## 略歴・概要
ウジェーヌ・スクリーブ、ジェルマン・ドラヴィーニュによる1828年パリ初演のオペラ『ポルティチの唖娘』を原作にロイス・ウェバーが脚色、カール・レムリがプロデュース、ウェバーとフィリップス・スモーリーが共同で監督した作品である。本作は、アンナ・パヴロワの映画デビュー作であり、パヴロワは当時の金額で5万ドルの報酬を受け取った。クレジットはされていないが、ボリス・カーロフが端役で出演しており、カーロフの映画デビュー作となった。1916年、ユニバーサル・フィルム・マニュファクチュアリング・カンパニー（現在のユニバーサル・ピクチャーズ）が製作・配給して、同年4月3日にアメリカ合衆国で公開された。オリジナルは9巻であるが、米国内で7巻ないしは8巻でも上映されている。
日本では、播磨勝太郎が同1916年（大正5年）7月に設立した播磨ユニヴァーサル商会が独占配給し、同年10月21日に東京・浅草公園六区の帝国館を皮切りに全国で公開された。
現在本作は、アンソニー・スライドによれば上映用プリントが現存し、同監督の現存する17作のうちの1作である。英国映画協会のフィルム・アーカイヴがそのプリントを所蔵している。
永井荷風の「毎月見聞録」大正五年には、十月十五日の日付で、「魯西亜舞踏の名家アンナパヴロワの姿を撮影したる活動写真の「歌劇ポルチゝの啞娘」と題するもの帝国ホテル舞踏室にて昼夜二回興行す小山内薫露国舞踏について一場の講演をなす」とある。

## スタッフ・作品データ
- 製作 : カール・レムリ
- 監督 : フィリップス・スモーリー、ロイス・ウェバー
- 脚本 : ロイス・ウェバー
- 原作 : ウジェーヌ・スクリーブ、ジェルマン・ドラヴィーニュ
- 撮影 : ダル・クラウスン、アレン・G・シーグラー、R・W・ウォルター

- 上映時間（巻数） : 約100分（9巻[2]）
- フォーマット : 白黒映画 - スタンダードサイズ（1.33:1） - サイレント映画
- 日本初回興行 : 浅草・帝国館

## キャスト
クレジット順
- アンナ・パヴロワ - フェネッラ
- ルパート・ジュリアン - マサニエロ
- ウォズウォース・ハリス（英語版） - アルコ公爵
- ダグラス・ジェラード - アルフォンソ
- ジャック・ホルト（英語版） - コンデ
- ベティ・シェード（英語版） - イザベラ
- エドナ・メイスン（英語版）- エルヴィラ
- ジャック・ホクシー（英語版） - ペローネ
- ウィリアム・ウォルバート[5] - ピエトロ
- ローラ・オークレー（英語版） - リッラ
- ナイジェル・ド・ブルリエ（英語版） - 父フランシスコ
- ジョージ・A・ウィリアムス（英語版）[6]
- ロイス・ウィルソン（英語版）

ノンクレジット
- リナ・バスケット（英語版） - 子ども役
- ボリス・カーロフ[2]

## 註
1. 1 2 3  The Dumb Girl of Portici, Internet Movie Database （英語）, 2010年4月6日閲覧。
2. 1 2 3 4 5 6 7 8  The Dumb Girl of Portici, silentera.com （英語）, 2010年4月6日閲覧。
3. ↑  『日本映画発達史 I 活動写真時代』 、田中純一郎、中公文庫、1975年12月10日 ISBN 4122002850, p.257-261.
4. ↑  Lois Weber, or the exigency of writing: part six, William D. Routt, www.latrobe.edu.au （ラ・トローブ大学）、2010年4月6日閲覧。
5. ↑  William Wolbert - IMDb（英語）, 2010年4月6日閲覧。
6. ↑  George A. Williams - IMDb（英語）, 2010年4月6日閲覧。